# Physoglenidae
Physoglenidae zijn een familie van spinnen. De familie telt 13 beschreven geslachten.

## Geslachten
- Calcarsynotaxus Wunderlich, 1995
- Chileotaxus Platnick, 1990
- Mangua Forster, 1990
- Meringa Forster, 1990
- Microsynotaxus Wunderlich, 2008
- Nomaua Forster, 1990
- Pahora Forster, 1990
- Pahoroides Forster, 1990
- Paratupua Platnick, 1990
- Physoglenes Simon, 1904
- Runga Forster, 1990
- Tupua Platnick, 1990
- Zeatupua Fitzgerald & Sirvid, 2009